# Al Bano
 (juillet 2018).
Si vous disposez d'ouvrages ou d'articles de référence ou si vous connaissez des sites web de qualité traitant du thème abordé ici, merci de compléter l'article en donnant les références utiles à sa vérifiabilité et en les liant à la section « Notes et références ».
Pour les articles homonymes, voir Bano, Albano et Carrisi.
Al Bano (de son vrai nom Albano Carrisi [alˈbaːno karˈriːzi]) est un chanteur populaire italien né le 20 mai 1943 à Cellino San Marco (Province de Brindisi, Italie). Il est connu pour son duo musical Al Bano et Romina Power avec sa femme Romina Power.

## Biographie

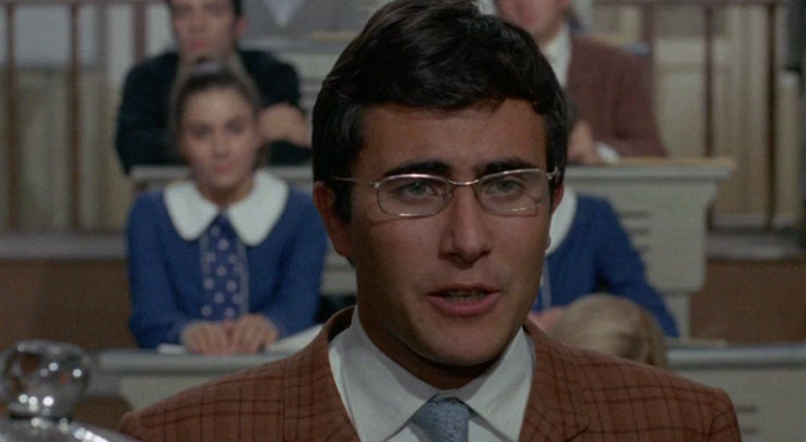
Al Bano en 1967 dans le film Nel Sole.

Son père l'a prénommé Albano car il avait combattu en Albanie lors de la Seconde Guerre mondiale. 
Il débute dans le monde de la chanson au Festival delle rose en 1966 et, à la télévision sur Settevoci, programme présenté par Pippo Baudo.
En 1967 il obtient son premier succès avec la chanson Nel sole, qui atteint la première place du hit-parade des ventes de 45 tours en Italie.
Il chante ensuite Io di notte, L'oro del mondo et Il ragazzo che sorride (Le garçon qui sourit), dernière chanson écrite par Mikis Theodorakis qui se réfère aux tragiques événements de 1967 en Grèce, l'installation au pouvoir du Régime des Colonels.
En 1968 il participe pour la première fois au festival de Sanremo avec La siepe et la critique lui attribue le prix spécial de la meilleure chanson.
En 1969 il remporte le concours Un disco per l'estate (Un disque pour l'été) avec Pensando a te (En pensant à toi).
Le 26 juillet 1970 il épouse Romina Power — fille de la vedette hollywoodienne Tyrone Power — avec qui il avait chanté le duo Storia di due innamorati (Histoire de deux amoureux), qui lui donne quatre enfants : Cristel, née en 1985 (qui participe à La Fattoria, version italienne de La Ferme Célébrités), Romina Jr, née en 1987, Yari, né en 1973, et Ylenia, née en 1970 et disparue à La Nouvelle-Orléans en 1994 .
En 1975 ils interprètent Dialogo (Dialogue) et en 1976 ils participent au Concours Eurovision de la chanson avec We'll live it all again.
En 1981 ils interprètent Sharazan et l'année suivante ils sont à San Remo avec Felicità (Bonheur), qui se classe en seconde position.
Ils remportent le Festival en 1984 avec Ci sarà et en 1985 ils sont de nouveau au Concours Eurovision de la chanson avec Magic oh magic.
En 1987 sortent les tubes Nostalgia canaglia (Nostalgie canaille), troisième à San Remo, et Libertà (Liberté). Suit ensuite Cara terra mia, encore troisième à San Remo en 1989. En 1991 le couple interprète au festival Oggi sposi.
Lorsque sort l'album Dangerous Al Bano, affirme que Michael Jackson lui a volé une partie du thème musical d'une chanson de 1987, I Cigni di Balaka dans sa chanson Will You Be There.
En 1995, Al Bano entame des poursuites au pénal. En mai 1999, un tribunal romain juge Michael Jackson coupable de plagiat, et le condamne à payer une amende de quatre millions de lires, avant de suspendre cette décision d'amende, les avocats de Michael Jackson ayant fait appel. Un expert en musicologie avait déterminé que 37 notes sur 40 étaient identiques.
Dans un procès au civil, Al Bano est également débouté par un tribunal milanais qui juge que Michael Jackson est innocent de violation de copyright.
En 1996 Al Bano entame une carrière solo avec È la mia vita (C'est ma vie), suivie de Verso il sole en 1997 et Ancora in volo (Encore en vol) en 1999.
En 1999 il se sépare de sa femme Romina et épouse la présentatrice télé Loredana Lecciso, avec laquelle il vit de 2001 jusqu'à novembre 2005 et a deux enfants : Yasmine (née en 2001) et Bido (en 2002).
Le 16 octobre 2001, Al Bano Carrisi est nommé Ambassadeur de bonne volonté de l’Organisation des Nations Unies pour l'alimentation et l'agriculture (FAO).
Sa relation avec Loredana Lecciso conduit le chanteur à apparaître souvent dans des programmes télévisés et dans la presse people, parfois même contre sa volonté, au point de donner une gifle à un journaliste lors de l'émission La vita in diretta.
Il participe à la troisième édition de l'émission de télé-réalité de Rai Due L'isola dei famosi, mais pendant qu'il est à Samanà, sa femme déclare vouloir le quitter et partir avec leurs deux enfants. Il abandonne par conséquent volontairement l'émission dans l'épisode du 19 octobre 2005.
Sa relation avec Loredana Lecciso et sa participation à l'émission de télé-réalité, a indubitablement contribué à relancer sa popularité en Italie, qui le boudait ses dernières années peut-être à cause de ses choix artistiques qui exploitaient mal sa voix.
En novembre 2006 il sort chez Arnoldo Mondadori Editore son autobiographie, écrite à deux mains avec Roberto Allegri, È la mia vita (C'est ma vie), du titre de sa chanson de 1996.
Curieusement, pour parler de ses deux femmes Romina et Loredana, il a décidé de laisser deux pages blanches.
Il hérite de son père, Don Carmelo, une entreprise vinicole et hôtelière, Tenute Al Bano dans le Salento. Il exploite ses connaissances en marketing et en viticulture pour relancer sa marque qui est maintenant connue dans le monde entier. En hommage à son père il a appelé un de ses vins Don Carmelo.
Il participe avec la chanson Nel perdono au festival de San Remo 2007.
Après 20 ans de séparation et une apparition-surprise en février dernier, lors du festival de San Remo, le duo italien Al Bano (72 ans) et Romina Power (63 ans) se recompose le temps d'un concert. L'ancien couple fait le show sur la scène des arènes de Vérone, en compagnie de plusieurs stars de la scène pop italienne. Le concert, qui est retransmis en direct sur RAI1, permet à la chaîne de rassembler cinq millions de spectateurs.
Le dernier concert d'Al Bano et Romina en Italie remontait au mois de juillet 1994. Ils s'étaient alors produits sur la scène du stade San Siro de Milan, avant de se séparer peu de temps après. «Je suis très heureux de fêter mes 50 ans de carrière en compagnie de Romina, sur la scène magique de l'Arena, 20 ans après notre dernier concert en Italie», déclare Al Bano lors d'une conférence de presse organisée avant le concert.
En 2016, Al Bano et Romina Power sont de retour sur scène le 6 août à Taormine, pour un récital qui précède une tournée internationale à partir de septembre, débutant à Toronto (Canada).
Il lui est délivré, le 15 octobre 2016, la citoyenneté d'honneur de la petite commune calabraise de Motta Santa Lucia dans la province de Catanzaro par le maire, l'avocat Amedeo Colacino et l'administration communale entière. 
La motivation est en fait qu'Albano Carrisi est un grand témoin de la bataille contre les discriminations du Sud, au rang et en faveur de la fermeture du musée Lombroso de Turin.
En 2018 il est invité, avec Romina Power, à danser lors d'un épisode de Ballando con le stelle. Il est annoncé en mars 2018, qu'Al Bano sera coach dans la saison 5 de The Voice en Italie.

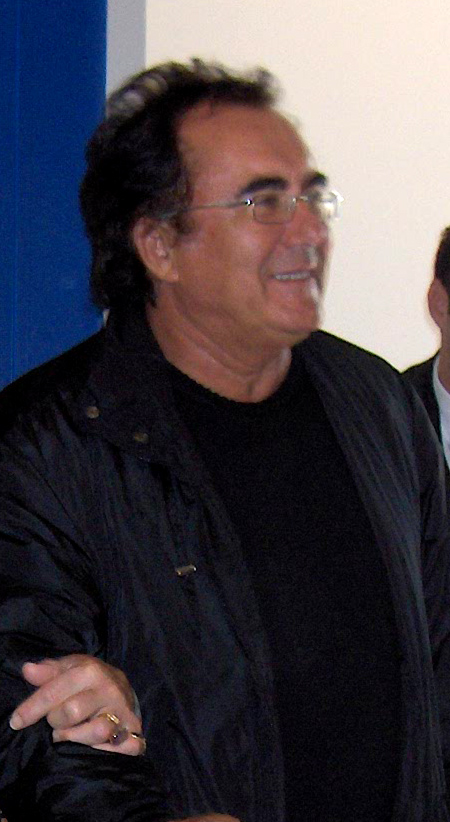
Al bano en 2007.

## Discographie
- 1967 — Nel Sole
- 1968 — Il Ragazzo Che Sorride
- 1969 — Pensando A Te
- 1970 — A Cavallo Di Due Stili
- 1972—1972
- 1973 — Su Cara Su Sonrisa
- 1974 — Antologia
- 1976 — Al Bano En Español
- 1976 — Si Tu No Estás
- 1978—1978 (reprises des chansons en solo)
- 1997 — Concerto Classico
- 1998 — Il Nuovo Concerto
- 1999 — Volare
- 2001 — Canto Al Sole
- 2002 — Carrisi Canta Caruso
- 2003 — Buon Natale
- 2003 — Buon Natale (version allemande)
- 2004 — La Mia Italia
- 2005 — Ti Parlo Del Sud (Le radici del cielo — autre titre)
- 2006 — Il Mio Sanremo
- 2007 — Cercami Nel Cuore Della Gente
- 2009 — L’amore è sempre amore
- 2010 — The Great Italian Songbook
- 2011 — Amanda è libera
- 2012 — Canta Italia
- 2012 — Fratelli D’Italia
- 2013 — Canta Sanremo

### Avec Romina Power
- Atto I (1975 Libra)
- 1978 (1977 Libra)
- Aria pura (1979 Libra)
- Sharazan — cantan en español (1981 Odeon/EMI)
- Felicità (1982 Baby/BMG)
- Felicidad (1982 Baby/Sunny)
- Che angelo sei (1982 Baby/BMG)
- Que ángel será — cantan en español (1983 Baby/Sunny)
- Effetto amore (1984 Baby/BMG)
- Sempre sempre (1986 WEA/Warner)
- Siempre siempre (1986 WEA/Warner)
- Libertà! (1987 WEA/Warner)
- Libertad (1987 WEA/Warner)
- Fragile (1988 WEA/Warner)
- Fragile (español) (1989 WEA Latina/Warner)
- Fotografia di un momento (1990 WEA/Warner)
- Fotografía de un momento (1990 WEA Latina/Warner)
- Corriere di natale (1990 WEA/Warner)
- Weihnachten bei uns zu Hause (1990 WEA/Warner)
- Navidad ha llegado (1991 WEA Latina/Warner)
- Le più belle canzoni (1991 WEA/Warner)
- Vincerai: Their Greatest Hits (1991 WEA/Warner)
- Vencerás (1991 WEA Latina/Warner)
- Notte e giorno (1993 WEA/Warner)
- El tiempo de amarse (1993 WEA/Warner)
- Emozionale (1995 WEA/Warner)
- Amor sogrado (1996 WEA/Warner)
- Ancora - Zugabe (1996 WEA/Warner)
- The Very Best: Live aus Verona (2015 Universal/Electrola)

## Filmographie

### Cinéma
- Nel sole d'Aldo Grimaldi (1967)
- L'oro del mondo d'Aldo Grimaldi (1968)
- Il ragazzo che sorride d'Aldo Grimaldi (1969)
- Il suo nome è Donna Rosa d'Ettore Maria Fizzarotti (1969)
- Pensando a te d'Aldo Grimaldi (1969)
- Mezzanotte d'amore d'Ettore Maria Fizzarotti (1970)
- Angeli senza paradiso d'Ettore Maria Fizzarotti (1970)
- Champagne in paradiso d'Aldo Grimaldi (1984)
- Poveri ma ricchi de Fausto Brizzi (2016)
- Quo vado? de Gennaro Nunziante (2016)

### Télévision
- I promessi sposi - Rai 1 (1985)
- Un medico in famiglia, épisodes 8x01 et 8x02 - Rai 1 (2013)